# Henry Heth
Henry Heth (16 de Dezembro, 1825 – 27 de Setembro, 1899) foi um general dos Estados Confederados da América durante a Guerra da Secessão. É conhecido principalmente pelo engajamento com a cavalaria da União que acabou por precipitar a Batalha de Gettysburg. 
Henry Heth nasceu no condado de Chesterfield , Virgínia.  Formou-se pela Academia Militar de West Point entre os últimos colocados da turma graduada em 1847. No exército pré-guerra alcançou a patente de Capitão, antes de pedir baixa em 1861, no início da Guerra Civil, para assumir o comando do 45º Regimento de Infantaria de Virginia. Combateu na Virgínia Ocidental até o início de 1862, quando foi promovido a General de Brigada, tomando parte na Campanha do Kentucky sob Edmund Kirby Smith.
Em Fevereiro de 1863 foi transferido para o Exército da Virgínia do Norte e designado ao  corpo de exército do A. P. Hill. Tomou parte na  Batalha de Chancellorsville. 
Em 1 de Julho de 1863, durante a segunda invasão do Norte pelos confederados ,  a divisão de Heath moveu se sobre a cidade de Gettysburg, Pensilvânia. Segundo uma versão bastante controvertida, buscavam capturar um carregamento de sapatos,  pois muitos soldados confederados estavam descalços.  As ordens do comandante do exército,  Robert E. Lee, eram que se evitasse um engajamento geral antes que as tropas sulistas pudessem se reunir. Mas Heth encontrou no caminho uma divisão de cavalaria dos Estados Unidos da América, sob o comando de John Buford. Os confederados atacaram, mas apesar da vantagem numérica de 3 para 1, não conseguiram romper rapidamente a bem armada defesa em profundidade da União.  Aos poucos, novas unidades de cada lado foram se incorporando ao combate, culminando no engajamento geral que os comandantes das forças em confronto buscavam postergar. Afinal, os defensores foram desalojados, mas a resistência perdurou o bastante para que o Exército do Potomac se concentrasse nas posições dominantes à retaguarda de Buford, assegurando à União uma vantagem tática que se mostraria decisiva para o resultado da maior batalha da guerra civil.
A partir de Chancellorsville, Heth participou de todas as grandes batalhas do Exército do Norte da Virginia, até a rendição de Lee em Appomattox em 1865. Após a guerra, mudou-se definitivamente para Washington, D.C., onde trabalhou no mercado de Seguros.